# Вильгельм V Оранский
Вильгельм (Виллем) V (нидерл. Willem V Batavus; 8 марта 1748[…], Гаага — 9 апреля 1806[…], Брауншвейг) — принц Оранский и Нассау-Дицский, последний штатгальтер Нидерландов (1751—1795).

## Биография
Вильгельм V был сыном Вильгельма IV Оранского и Анны Ганноверской — дочери британского короля Георга II. В год смерти отца ему было всего три года, и на протяжении последующих восьми лет регентство находилось в руках матери. После смерти Анны (в 1759 г.) регентство перешло к бабушке, Марии Луизе Гессен-Кассельской, затем (в 1765 году) — к герцогу Людвигу Эрнсту Брауншвейг-Люнебургскому (деверю Анны Леопольдовны).
В 1766 году Вильгельм Батавус (таково было его полное имя) был объявлен совершеннолетним, однако на первых порах полагался на советы герцога Брауншвейг-Люнебургского и своей сестры Каролины. В 1767 году в Берлине была сыграна его свадьба с принцессой Вильгельминой — племянницей Фридриха Великого. После этого к числу его многочисленных советников добавились прусские агенты.

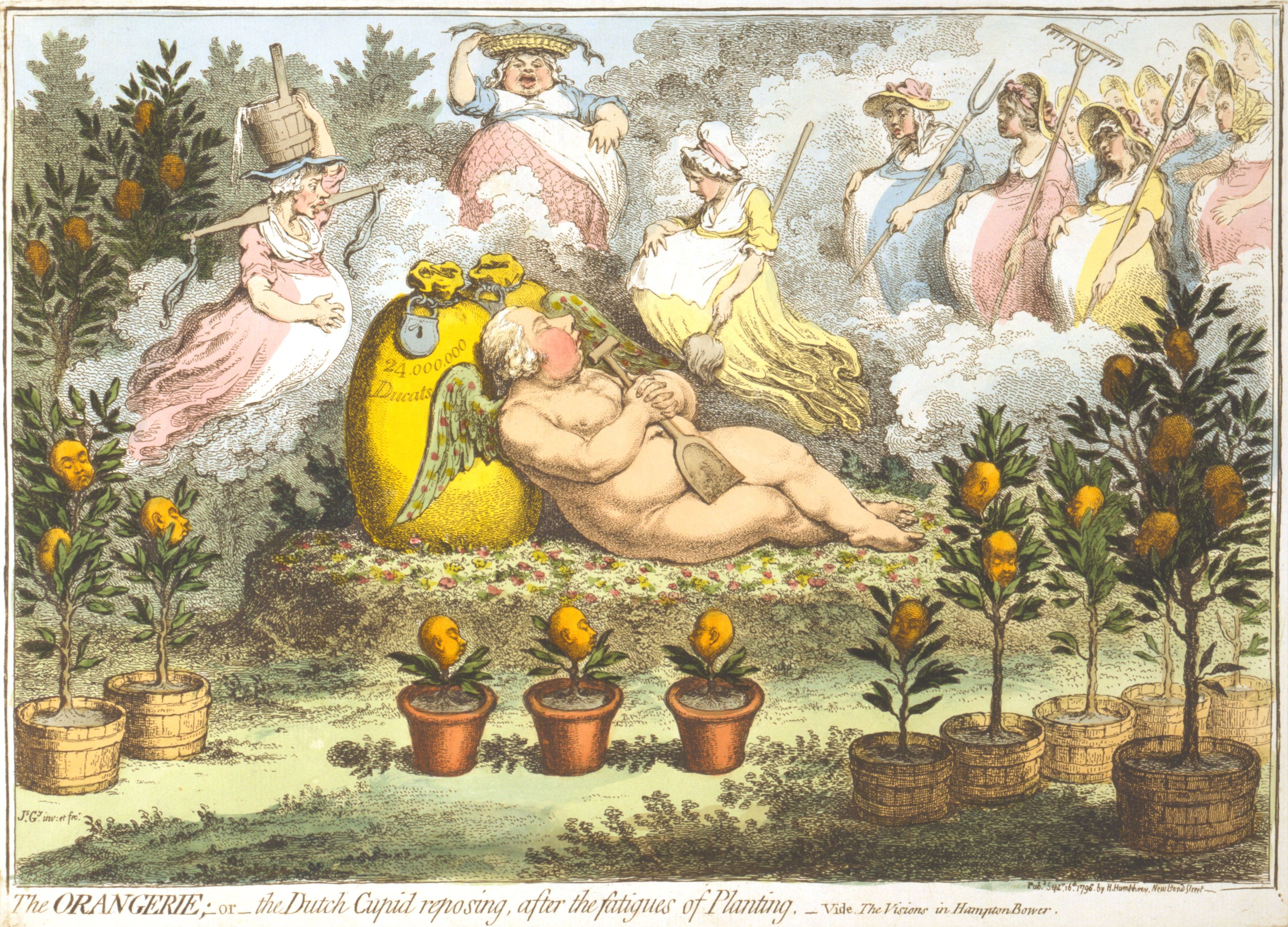
Карикатура Дж. Гилрея изображает изгнанного в Англию Вильгельма как беспечного Купидона, почивающего на мешках с деньгами в окружении беременных фей.

В своей внешней политике Вильгельм поначалу ориентировался на Англию, поскольку был связан с Ганноверами узами близкого родства. Несостоятельность этой политики была продемонстрирована в 1780 году, когда, воспользовавшись надуманным предлогом, англичане развязали против голландцев четвёртую войну. Унижением штатгальтера не преминула воспользоваться партия патриотов, потребовавшая от него немедленных государственных преобразований.
Батавская революция вынудила Вильгельма оставить свою столицу в руках патриотов и переехать с семьёй и придворными в загородный дворец Хет Лоо. Его супруга пыталась вернуться в Гаагу, но при въезде в город была задержана патриотами. Прусский король счёл это личным оскорблением и послал армию, чтобы выдавить неприятелей штатгальтера на север Франции (1787).
Вернувшись в Гаагу, Вильгельм возобновил свою консервативную политику, которая вызывала всё большее отторжение подданных. В 1794 году в Нидерланды вошла французская революционная армия, к которой примкнули патриоты. 19 января 1795 года штатгальтер бежал в Англию, а 23 февраля он был смещён с поста штатгальтера.
Узнав о создании на его наследственных землях Батавской республики, Вильгельм V в 1802 году покинул Лондон и удалился в Нассау, где провёл последние годы своей жизни. Его старший сын Вильгельм после свержения Наполеона вернулся в Нидерланды как первый король этого государства. Прах Вильгельма V был перенесён в семейную усыпальницу Оранской династии в Делфте в 1958 году.

## Дети
- Фредерика Луиза Вильгельмина Оранская-Нассау (1770—1819), замужем за Карлом Георгом Августом, наследным принцем Брауншвейга-Вольфенбюттеля;
- Виллем (1772—1843), король Нидерландов, женат на Вильгельмине Прусской, дочери прусского короля Фридриха Вильгельма II, племяннице Вильгельмины;
- Виллем Георг Фредерик Оранский-Нассау (1774—1799).